# SF 팬덤
SF 팬덤(SF fandom) 또는 공상과학 팬덤(science fiction fandom)은 SF (장르)에 관심이 있는 사람들이 그 관심을 바탕으로 서로 접촉하는 커뮤니티 또는 팬덤이다. SF 팬덤은 그 자체의 생명력을 갖고 있지만 공식적인 조직 방식은 많지 않다. (퓨처리안(1937~1945) 및 로스앤젤레스 사이언스 판타지 소사이어티(1934~현재)와 같은 공식 클럽이 조직화된 팬덤의 예로 인정받고 있지만 말이다)
커뮤니티 내에서 단순히 "팬덤"이라고 불리는 경우가 가장 많으며, 자체 문학과 전문 용어를 사용하는 별개의 하위문화로 볼 수 있다. 팬들 사이의 결혼이나 기타 관계는 흔한 일이며, 다세대 팬 가족도 마찬가지이다.

## 같이 보기
- 일본의 만화와 애니메이션 팬덤
- 브로니
- 팬
- 미스터리 과학 극장 3000
- 오타쿠
- 후비언
- 스타게이트